# Sonaty fortepianowe op. 10 Beethovena
Sonaty fortepianowe op. 10 Ludwiga van Beethovena to składający się z trzech sonat cykl, zadedykowany Annie Margarete von Brown-Camus. Powstał w latach 1796–98 i należy do dorobku wczesnego okresu twórczości Beethovena.

## Sonaty cyklu
- Sonata fortepianowa nr 5 c-moll op. 10 nr 1
- Sonata fortepianowa nr 6 F-dur op. 10 nr 2
- Sonata fortepianowa nr 7 D-dur op. 10 nr 3